# Knotszakpijp
De knotszakpijp (Styela clava) is een zakpijpensoort uit de familie van de Styelidae. De wetenschappelijke naam van de soort is voor het eerst geldig gepubliceerd in 1881 door Herdman.

## Omschrijving
De knotszakpijp is een solitaire levende zakpijp die te herkennen is aan zijn bruine leerachtige uiterlijk, waarbij de in- en uitstroomopeningen van brede lengtestrepen zijn voorzien. Het dier heeft bruine wratten op zijn lichaam waardoor het op een knots lijkt. De knotszakpijp is aan de bovenkant bij de in- en uitstroomopening breed en loopt naar beneden toe uit in een steeltje. Daarmee zijn de dieren vastgehecht aan een harde ondergrond. De dieren zijn door begroeiing vaak aan het oog onttrokken.

## Verspreiding
De Japanse knotszakpijp is inheems in de noordwestelijke wateren van de Grote Oceaan, met name de zeeën en kusten van Japan en Korea, tot Siberië, en zo ver naar het zuiden als de kusten van Shanghai, China. Sinds de jaren 1900 is de Styela clava buiten zijn oorspronkelijke verspreidingsgebied een steeds succesvollere invasieve soort geworden. Ze zijn te vinden op vrijwel elke harde ondergrond zoals rotsen, boeien, palen en mosselschelpen. De knotszakpijp is overheersend in de kustzone en geeft de voorkeur aan beschutte plaatsen zonder sterke golfslag en drijvende objecten, waardoor kunstmatige oppervlakken in havens en jachthavens een uitzonderlijke habitat zijn.